# Ilemodes astrigoides
Ilemodes astrigoides là một loài bướm đêm thuộc phân họ Arctiinae, họ Erebidae.